# Kevin Mack
Kevin Mack (Los Angeles, 23 de julho de 1959) é um especialista em efeitos visuais estadunidense. Venceu o Oscar de melhores efeitos visuais na edição de 1999 por What Dreams May Come, ao lado de Joel Hynek, Nicholas Brooks e Stuart Robertson.